# OPAL
OPAL — сухопутное продолжение газопровода «Северный поток» по территории Германии, доставляющего газ из России в страны Евросоюза, минуя транзитные страны.
Является одним из крупнейших инфраструктурных энергетических проектов в Германии.
Газопровод проходит от Грейфсвальда до Ольбернхау, соединяя трансбалтийский «Северный поток» с существующими газотранспортными сетями Европы.
Строительство было завершено в 2011 году, и уже в августе 2011 года был связан с газопроводом «Северный поток».
Проект газопровода был разработан немецкой компанией OPAL NEL TRANSPORT GmbH, в оперативном управлении которой он в настоящее время и находится, которая, в свою очередь, является дочерней компанией Wingas.

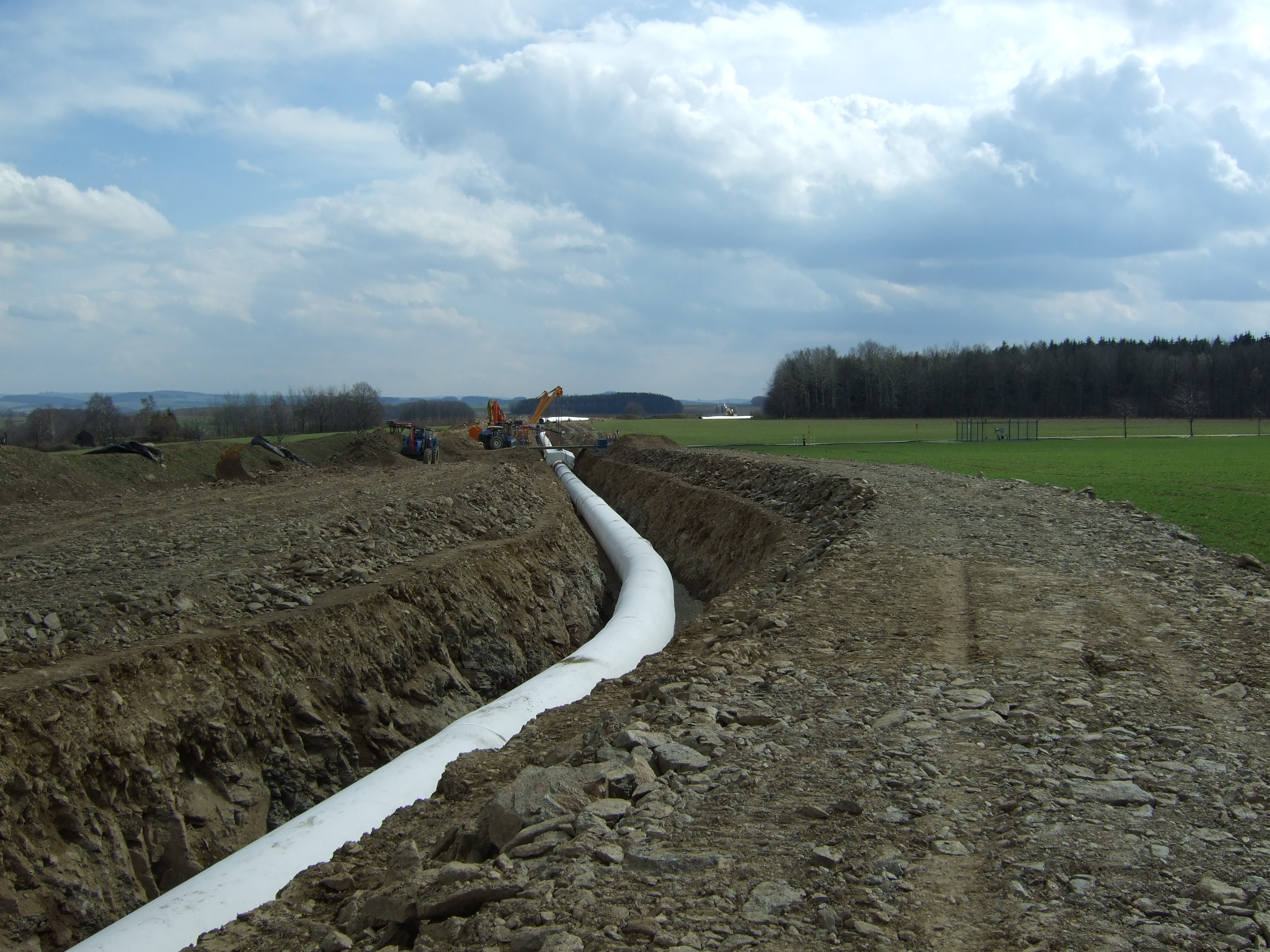
Укладка OPALa в Вайсенборне

## Технические характеристики
Длина трубопровода составляет 470 километров. Диаметр труб составляет 1,4 метра.
Пропускная способность — 36 млрд кубометров газа в год.
Компрессорная станция находится в Раделанде (Бранденбург) и построена на оборудовании Siemens.
Стоимость трубопровода составляет около 1 млрд евро.
Газопровод проходит от н.п. Лубмин, близ Грейфсвальда, до Ольбернхау. Он соединяет трубопровод Северный поток с JAGAL («Ямал — Европа») и далее со STEGAL (центрально-европейская транзитная система) с другой стороны. На немецко-чешской границе продолжением OPAL является газопровод «Газела», проходящий по территории Чехии и вновь выходящий на территорию Германии, соединяясь с газопроводом MEGAL.

## Газопровод «Газела»
Продолжением на территории Чехии является газопровод «Газела».
Газопровод протяженностью 166 км начинается от населенного пункта Брандов на чешско-германской границе. Транзитом через Чехию проходит в Баварию, где соединяется с немецкой газотранспортной системой.
Строительство было начато в октябре 2010 года, сдан в эксплуатацию в январе 2013 года. Мощность — 30 млрд м³, что в три раза превышает ежегодное потребление газа в Чехии. Также предусмотрена возможность реверсивной работы. Стоимость составила 400 млн евро, инвестором стал «NET4GAS».

## Эксплуатация
В настоящее время Германия и Россия пытаются вывести газопровод OPAL из-под действий Третьего энергопакета ЕС, согласно которому 50 % газопровода должно принадлежать третьим сторонам, на что Россия принципиально не может согласиться из-за того, что «Газпром» является единственным поставщиком газопровода «Северный поток», наполняющего в свою очередь OPAL.
Эффективное использование мощностей OPAL означало бы снижение роли Украины как транзитной страны, а ввод в эксплуатацию трубопроводов «Северный поток 2» и «Турецкий поток» — и теоретическую возможность полного прекращения транзита по её территории.
28 октября 2016 года появилась информация о достижении решения данного вопроса в пользу вывода газопровода OPAL из под норм третьего энергопакета до 2033 года. 

23 декабря 2016 Европейский Суд приостановил решение Еврокомиссии о доступе российского Газпрома к газопроводу OPAL, в качестве обеспечительной меры на период судебного разбирательства. Решение было принято по иску польской компании PGNiG и правительства Польши.
В июне 2017 года Европейский суд отказался допустить «Газпром» в качестве третьей стороны по делу, а в июле того же года снял обеспечительную меру, установленную 23 декабря 2016 года.
3 августа 2017 было сообщено, что после отмены запрета на использование 40 % мощностей трубопровода OPAL «Газпром» увеличил через него транзит, загрузка трубопровода выросла более чем на четверть за счет сокращения тразита газа по территории Украины.
10 сентября 2019 Европейский Суд отменил решение Еврокомиссии об изменении режима использования газопровода OPAL как принятое с нарушением принципа энергетической солидарности. Выполняя решения суда ЕС, «Газпром» снизил объём прокачки через OPAL, одновременно увеличив загрузку газопровода NEL, являющегося западным ответвлением от «Северного потока». 20 ноября 2019 года Германия опротестовала решение Европейского суда.

## EUGAL
В качестве сухопутного продолжения газопровода Северный поток — 2 завершено строительство дублёра OPAL — газопровода EUGAL стоимостью 3.1 Млрд евро.
Отличия заключаются в большей мощности равной суммарной мощности газопроводов OPAL и NEL — 55 млрд м³ в год и в другой точке сдачи на границе Чехии, расположенной в Дойчнойдорф. Газопровод вступил в строй к 1 апреля 2021 года
Продолжением EUGAL на территории Чехии является газопровод Capacity4Gas компании NET4GAS(параллелен существующему газопроводу «Газела»), вступивший в строй 04.01.2021. Диаметр Capacity4Gas составляет 1400 мм, увеличение пропускной способности на 35 млрд кубометров достигнуто за счет строительства компрессорной станции Гора-Свате-Катержини.